# 八尋俊邦
八尋 俊邦（やひろ としくに、1915年2月1日 - 2001年10月27日）は東京都出身の実業家。三井物産の社長や会長を歴任したほか、商社出身者として初めて経済団体連合会副会長を務めた。1987年に勲一等瑞宝章を受章。

## 経歴
東京で生まれたものの、日本製粉勤務の父の仕事の関係でまもなく福岡県久留米市に転居。4年後、父が下関支店長となったため、下関に転居。
養治小学校、旧制豊浦中学校（現：山口県立豊浦高等学校）、旧制第二神戸中学（現：兵庫県立兵庫高等学校）を経て、1932年旧制麻布中学校卒業。旧制東京商科大学（現：一橋大学）卒業。大学では一橋新聞部、上田辰之助ゼミナールに所属。戸倉勝城（元阪急監督）は小学校、中学校の友人。
1940年三井物産入社。サイゴン支店で石井正巳大尉（のちに三井物産会長）と友人になった。戦後、1年間の抑留生活を経て、1946年7月に日本に帰国。上司の新関八洲太郎の紹介で、三井物産穀物油脂部長を経て交易営団副総裁を務めていた加藤徳善の娘と、1947年に結婚。妻の母の兄に笹山忠夫（元持株会社整理委員会委員長）、妻の姉の夫の兄に大蔵大臣等を務めた愛知揆一がいる。
財閥解体後、独立するが、1949年に水上達三の誘いを受け第一物産に復帰する。
1950年に神戸支店ゴム課長就任。本社物資部ゴム課長への栄転人事も内定するも、1954年に生ゴムが暴落し大きな損害が生じ、平社員に降格となる。輸出化学品課長代理を経て、1956年石油化学品課長就任。
池田芳蔵前社長の指名を受け、1979年から1985年まで三井物産社長。1985年からは三井物産会長。イラン革命およびイラン・イラク戦争により暗礁に乗り上げたイラン・ジャパン石油化学 (IJPC) の清算処理にあたり、同社会長時代に江尻宏一郎社長が清算金をイラン政府に支払い、清算保険金を通産省に請求することで解決したのを機に相談役に(1989年)。
1987年には勲一等瑞宝章を受章。世界平和研究所第2代理事長、ロシア東欧貿易会会長（現：ロシアNIS貿易会）、日本対外文化協会顧問などを歴任した。
2001年10月27日、脳梗塞のため福岡県の病院で死去、享年87。

## 人物
6人兄弟で一人姉をおいた長男。八尋敏行（元日本製粉社長）は弟。妹の関子は丸山豊（詩人、医師）の妻。父は福岡県朝倉郡夜須村三並勝山の庄屋の次男八尋俊介（元東洋製粉社長、元出光興産顧問）。母は、夜須村四三島の中島医院の娘。
趣味は麻雀、カラオケ、歌舞伎、ゴルフ。日本麻雀連盟副総裁も務めた。
また、大の野球好きと知られ、プロ野球では読売ジャイアンツを熱心に応援したほか、日本リトルリーグ野球協会会長を務めるなど少年野球とも縁が深かった。

## 略歴
- 1915年 - 東京生まれ
- 1932年 - 旧制麻布中学校卒業
- 1934年 - 旧制東京商科大学（のちの一橋大学）予科入学
- 1940年 - 三井物産入社、営業部配属
- 1946年 - 三井物産物資部企画課
- 1979年 - 三井物産社長
- 1985年 - 三井物産会長
- 1986年～1992年 - 経済団体連合会副会長
- 1990年 - 三井物産相談役
- 1998年 - 三井物産特別顧問
- 2001年 - 死去

## 著書
- 八尋俊邦、名和太郎『ネアカ経営論』経済界、1986年8月。ISBN 9784766780185。